# Vavilala
Vavilala fou una dinastia de reis que al segle xiii van governar territoris de manera supeditada als Kakatiyes, dominant a Amanagullu, Charikonda, Irvin i Vangur. La regió sobre la qual exercien control s'anomenava en conjunt com Irvin.
Bethala Reddy fou nomenat governador d'Amanagullu pel Kakatiya Ganapati. Rudraya Reddy fou el principal governant de la família. Sota el seu descendent Singama I Nayaka Reddy (1326-1361), que es va fer independent a la caiguda dels Kakatiyes, Amanagallu fou la capital dels seus dominis.